# Вильдт, Адольфо
Адольфо Вильдт (итал. Adolfo Wildt; 1 марта 1868 года, Милан — 12 мая 1931 года, там же) — итальянский скульптор и художник, оказавший значительное влияние на развитие современного пластического искусства.

## Биография и творчество
Родился в бедной семье, старший из шести детей. Родители происходили из Швейцарии, отец прислуживал в миланской ратуше. В возрасте девяти лет вынужден был оставить школу, чтобы зарабатывать для семьи. Адольфо поступает учеником сперва к парикмахеру, затем к золотых дел мастеру. В возрасте 11 лет он работает в мастерской у скульптора Джузеппе Гранди, где учится обрабатывать мрамор. В 1888 году Адольфо уже у скульптора Федерико Вилла, познакомившего его с известнейшими мастерами Ломбардии. Одновременно он оканчивает своё профессиональное образование, сперва в Высшей школе искусств Милана (Scuola Superiore d’Arte Applicata), а затем и в Академии ди Брера. В 1892 году создаёт своё первое значительное произведение из мрамора, женскую голову «La Vedova». Начиная с 1894 года скульптор работает над заказами немецкого коллекционера произведений искусств Франка Розе, заключившего с ним договор сроком на 15 лет. За ежегодную плату в 4 тысячи лир Вильдт обязался высылать Розе каждый первый экземпляр из своих новых произведений. В то же время эта постоянная финансовая поддержка позволила Вильдту принимать участие в выставках в Милане, Берлине, Дрездене, Мюнхене и Цюрихе. Опять же при посредничестве Розе скульптор вступает в контакт с искусством стиля модерн, с берлинским и венским сецессион, оказавшими большое влияние на его творчество. Мастер также многое взял, изучая работы Огюста Родена и Адольфа фон Хильдебранда и, экспериментируя на их основании, с приданием особого опалового оттенка мрамору. После смерти Розе в 1912 году А. Вильдт получает полную свободу в своей деятельности. В 1913 году он создаёт макет фонтана La trilogia для выставки на мюнхенском сецессионе, и награждается за него премией короля Умберто II (тогда — принца Умберто, Premio Principe Umberto). Эта композиция затем была приобретена городом Миланом и выставлена во дворе так называемого «Гуманитарного общества» (Società Umanitaria). В 1919 году проходит персональная выставка А. Вильдта в миланского галерее Пезаро; в 1921, 1924 и в 1926 годах он участвует в венецианских биеннале. В 1921 году мастер открывает свою школу скульптуры из мрамора — Scuola del Marmo, позднее соединённую с Академией ди Брера. Среди его известнейших учеников следует назвать Луиджи Фонтана, Фаусто Мелотти и Луиджи Броггини.
На Всемирной выставке в Париже (1925) Адольф Вильдт был удостоен высшей награды — Гран При по классу скульптуры.
В 1929 году скульптор был принят Муссолини в члены Итальянской Академии (Accademia d’Italia). Был членом фашистской партии. Бюст Муссолини работы А. Вильдта был установлен в штаб-квартире этой партии в Милане (Casa del Fascio) и был уничтожен во время боёв в начале 1945 года. В конце 1920-х годов ряд работ своих посвятил фашистскому движению в Италии.
Работы, созданные А. Вильдтом в конце XIX столетия, соответствуют канонам символизма и стиля модерн, которым посвятил своё творчество скульптор. Почти готические формы его фигур и филигранная обработка мраморных поверхностей создают впечатление у зрителя особой чистоты и пластичности его произведений. В этом отношении его творения близко подходит к экспрессионизму, что особо заметно в «Автопортрете» мастера от 1908 года.

## Сочинения
- L’Arte del marmo. Mailand 1921

## Галерея

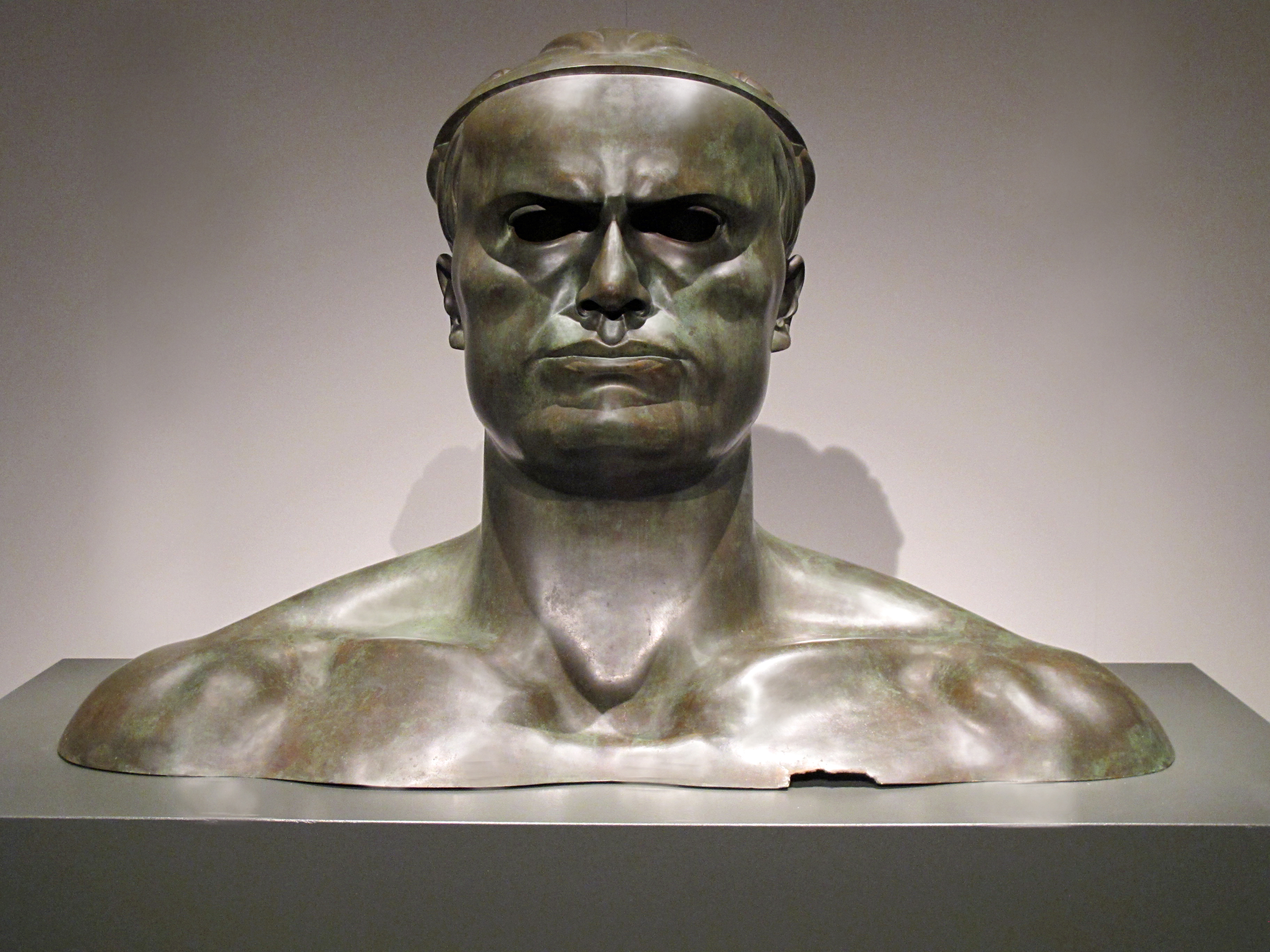
Бюст Муссолини
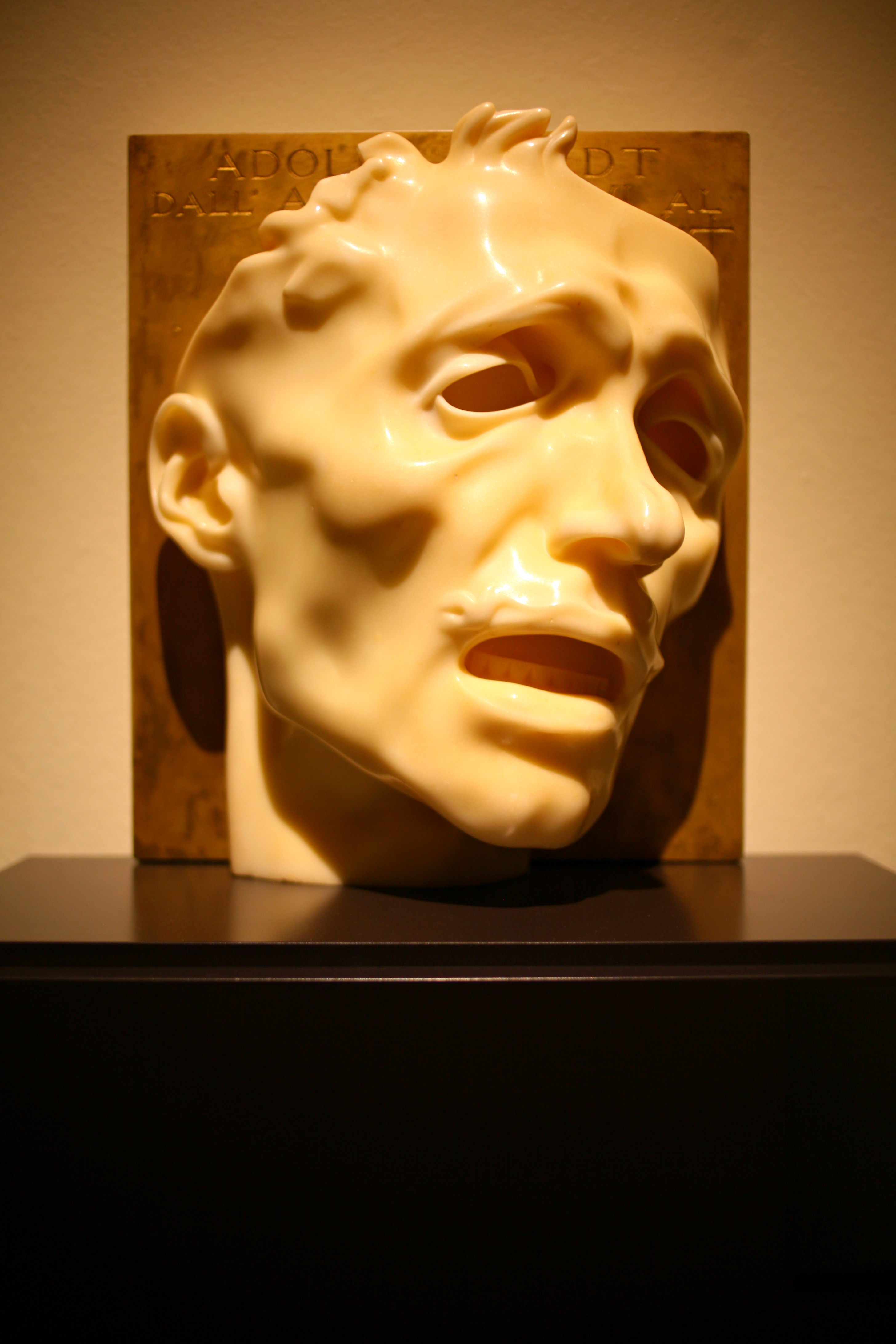
Автопортрет (1909)
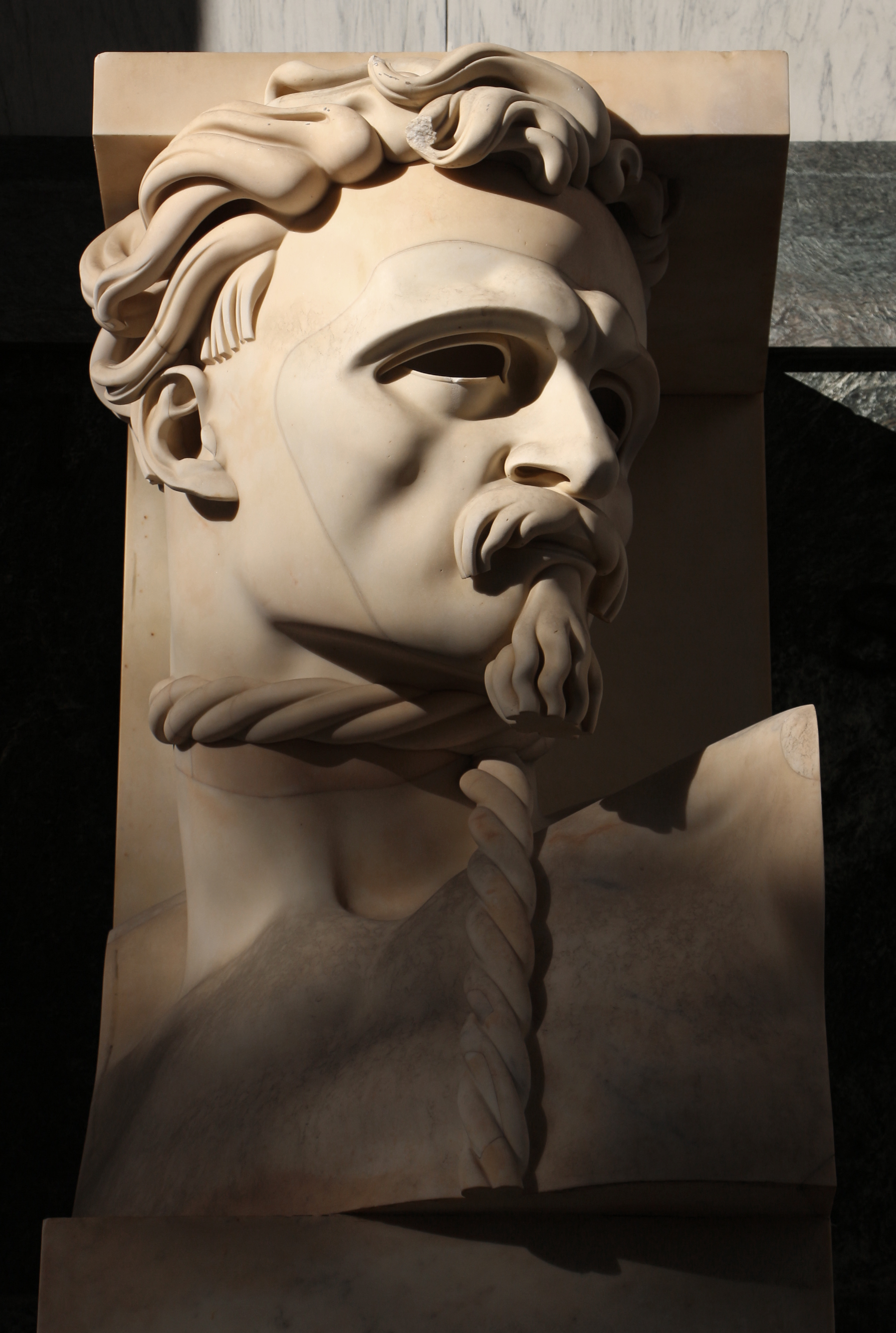
Бюст Чезаре Баттисти на военном памятнике павшим в Больцано (1927)
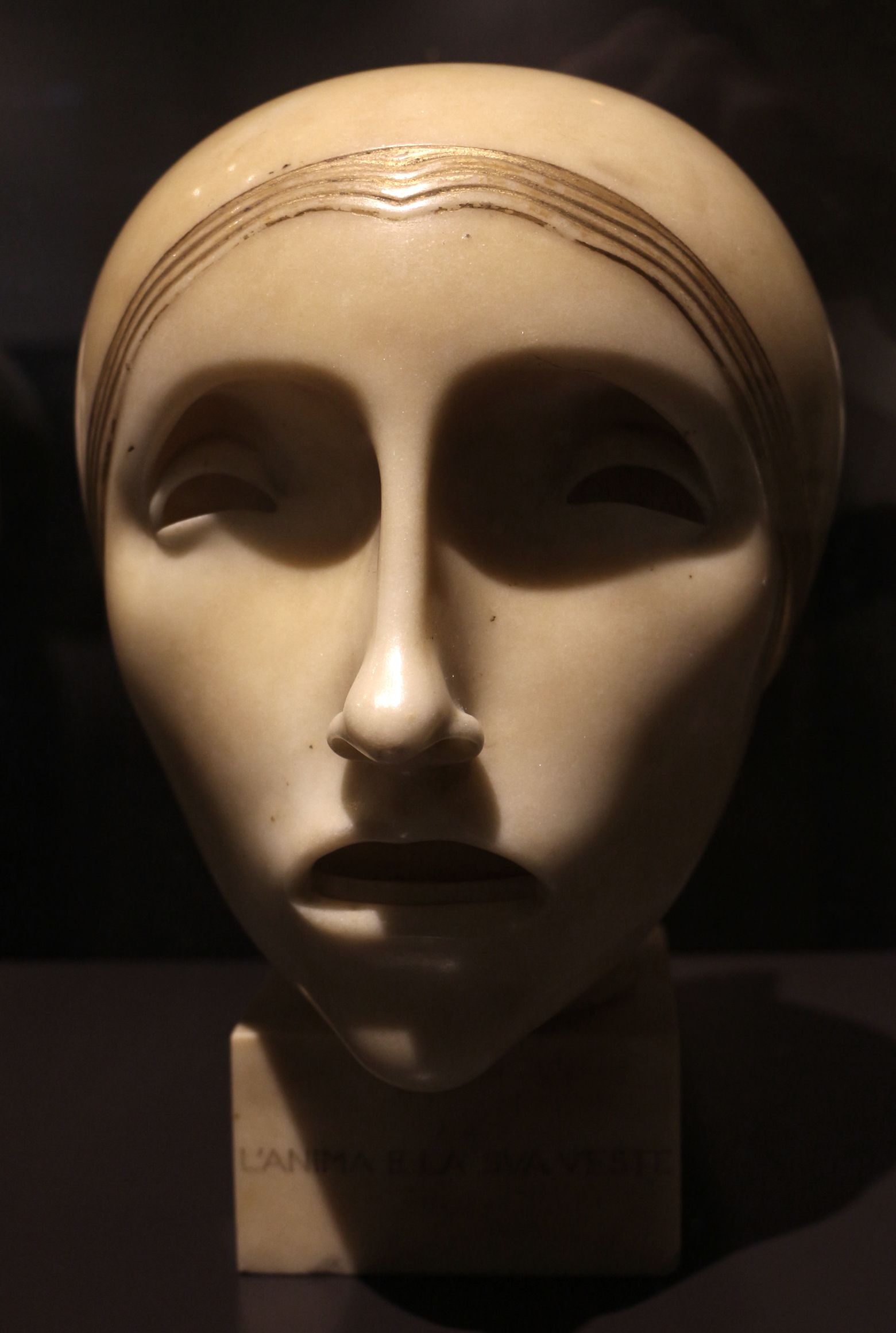
Душа (1916)
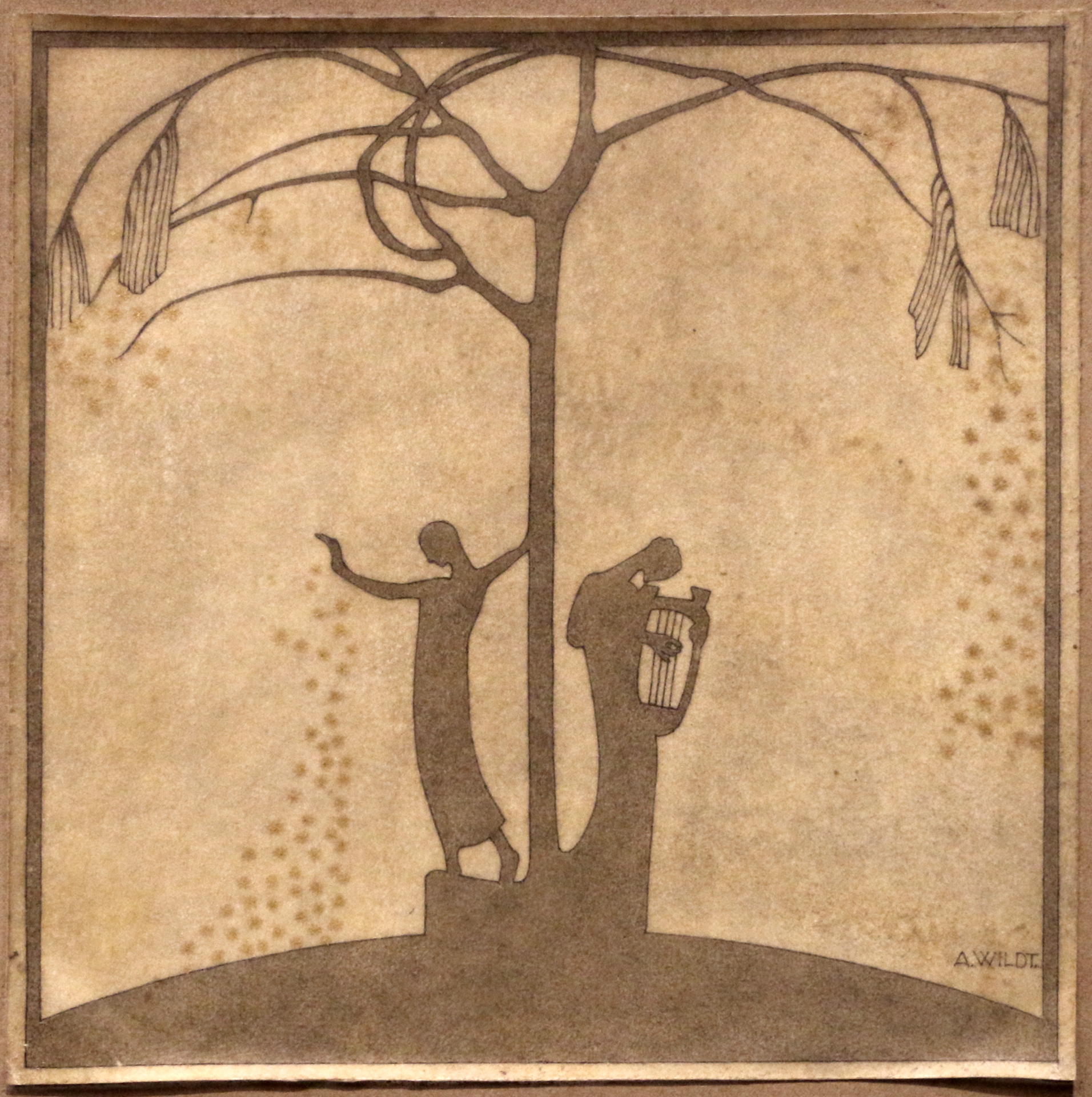
Музыка и поэзия (1920)
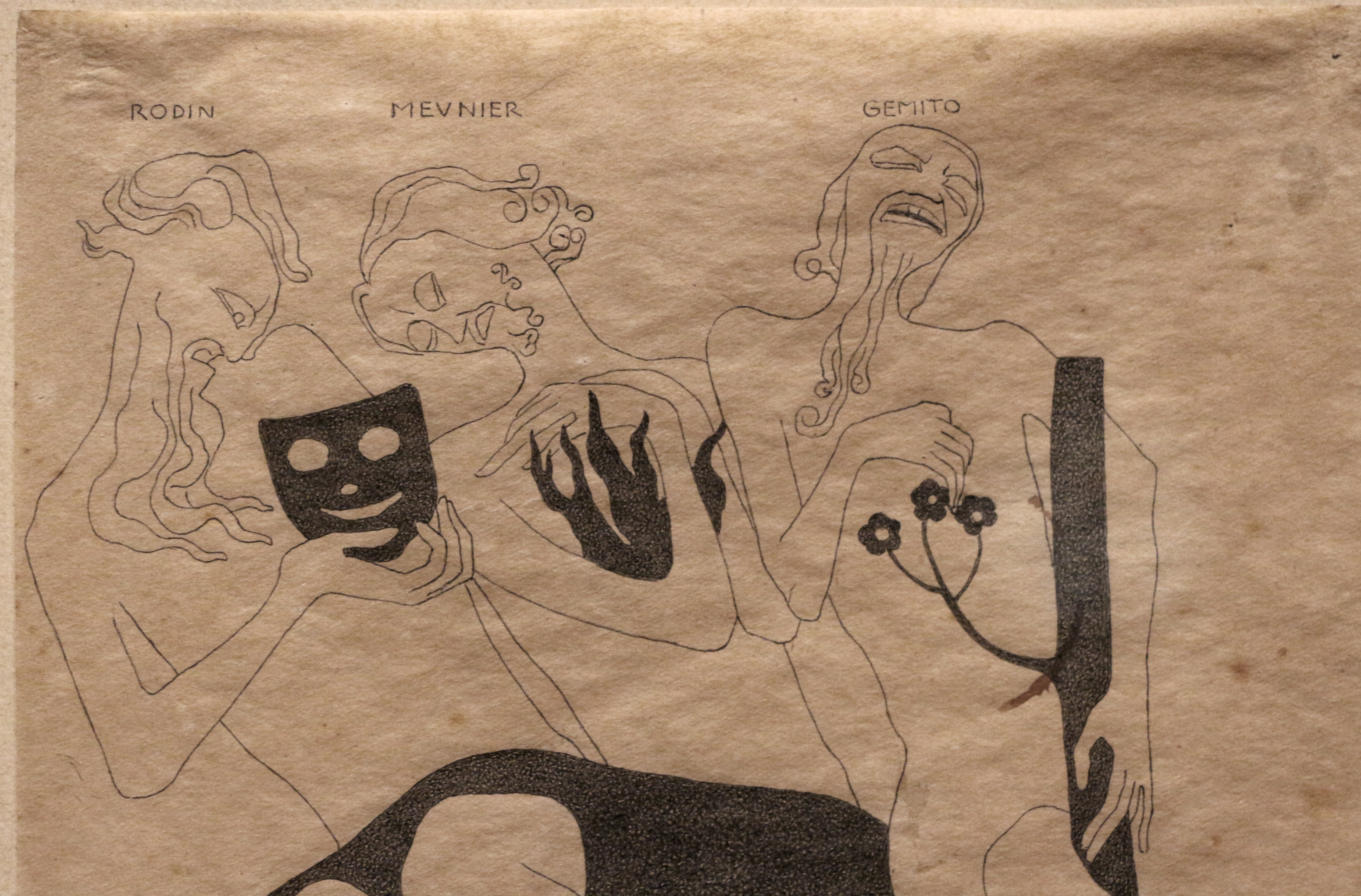
Три современных скульптора: Роден, Менье, Гемито (1916)